# Borel I, Conde de Urgel

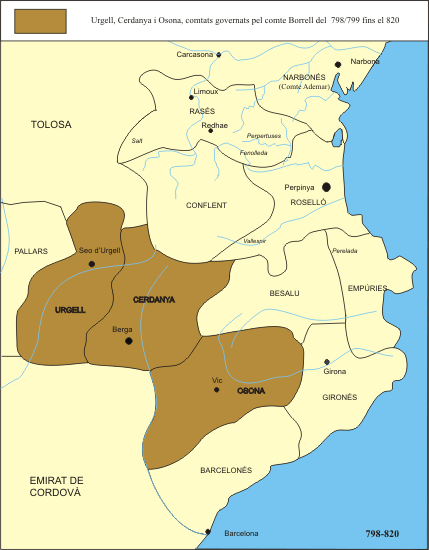
Os territórios governados por Borel

Borel I (?–820) foi o primeiro conde da Cerdanha e Urgel, de 797 até 820, e Osona de 799 até sua morte em 820. Ele foi um nobre visigodo, originário dos Pirenéus provavelmente natural da Cerdanha.
Durante a sua vida lutou a favor dos Francos contra o domínio mouro de Al–Andalus, sob o comando de Carlos Magno e seu filho Luís, o Piedoso, rei da Aquitânia, no final do século VIII, onde estavam conquistando a Marca Hispânica e se expandindo para o sul, em direção ao território mourisco. Quando Urgel e Cerdanha foram dominados com sucesso por volta de 797, Borel foi nomeado conde. Também devido sua astúcia e bravura em conquistar a cidade de Vic e sua região circundante para os francos obteve uma boa regalia, o Condado de Osona, se tornando também o primeiro nome desse título em 799. Ele teve um papel muito ativo também na conquista subsequente de Barcelona em 801. Participou de uma expedição a Tortosa entre 804–806.
Devido à sua ancestralidade ser por enquanto desconhecida sabe-se que morreu sem herdeiros. Assim os condados foram divididos e passados a outros governantes após sua morte em 820. O Condado de Osona passou para a mão de Rampón, Conde de Barcelona enquanto os condados de Urgel e Cerdanha ficaram sob o domínio de Asnar I Galindes que pouco antes já havia sido Conde de Aragão mas foi forçado a deixar o cargo pela facção dominante contrária aos francos que o pressionou e estava aliada aos Bascos.